# 高松幼稚園
高松幼稚園(たかまつようちえん)は、香川県高松市亀岡町1番6号にある私立幼稚園。

## 概要
1954年12月2日に創立許可がおり、1955年4月1日に開園した。本園舎の他に、園外保育場（南園舎）を所有している。
同園は「のびのびときまりを」を教育目標として掲げ、子ども自らが感じとる教育、適期教育としての幼児教育、心とからだの調和発達をめざす教育、メンバーの1人として生きる喜びを知る教育に取り組んでいる。
自らの五感で直接経験することを重視しており、南園舎での運動や園芸体験、また栗林公園菖蒲園見学、パトカー等見学、みかん狩りなど、季節ごとに様々な場所を訪れている。未就園児プログラムや夕方の預かり保育も実施している。

## 沿革
香川大学において心理学を担当していた佃範夫が、同僚水口芳明らと共に、幼児心理の実際についての研究を深めるために、独自の方針と運営形態の幼稚園を設立しようとしたのが始まりである。研究的・理想的・非営利的の三原則のもと、大護寺の境内の一角で開設された。    

### 年表
- 1954年12月2日 - 創立。
- 1955年4月1日 - 開園。
- 1956年6月 - 音感教育開始。
- 1957年3月 - 幼児音楽教育研究大会開始。
- 1958年3月 - 幼児造形教育研究大会開催。
- 1961年4月 - スクール・バスを使っての園外保育開始。
- 1968年6月 - 話しことばとしての英語教育開始。
- 1977年10月 - 園外保育場南園舎の第一期工事完成。
- 1984年5月 - 南園舎において幼児研究所の高松幼児クラブ開設。
- 1987年7月 - 年長団夏期臨海宿泊保育を小豆島の神戸YMCA余島野外活動センターに変更。
- 1995年3月 - コンピューター・ルーム開設、パソコン遊び開設。
- 1997年4月 - 私立学校教育改革推進事業「特色のある教育活動」の一環としてグローバル教育開始。
- 1998年9月 - 南園舎に飼育動物の慰霊碑建立。
- 2000年4月 - 少子化対策事業のひとつとして預かり保育「にこにこルーム」開設。
- 2002年4月 - 異年齢混合のたてわりクラス活動を週1回ずつ開始。2階西側保育室にコンピュータールーム開設。
- 2003年3月 - 歴代蔵書と第47・48期生卒園記念品で図書室完成。
- 2004年11月 - 創立50周年事業各開催。
- 2005年10月 - 園舎耐震工事完了。
- 2009年4月 - 英語講師が常勤となる。
- 2012年9月 - 満３歳児保育開始。
- 2015年3月 - 創立60周年事業。

## 交通
- JR高徳線「栗林公園北口駅」より約700m
- 琴電琴平線「瓦町駅」より約1300m